# Lomonossow-Universität Moskau

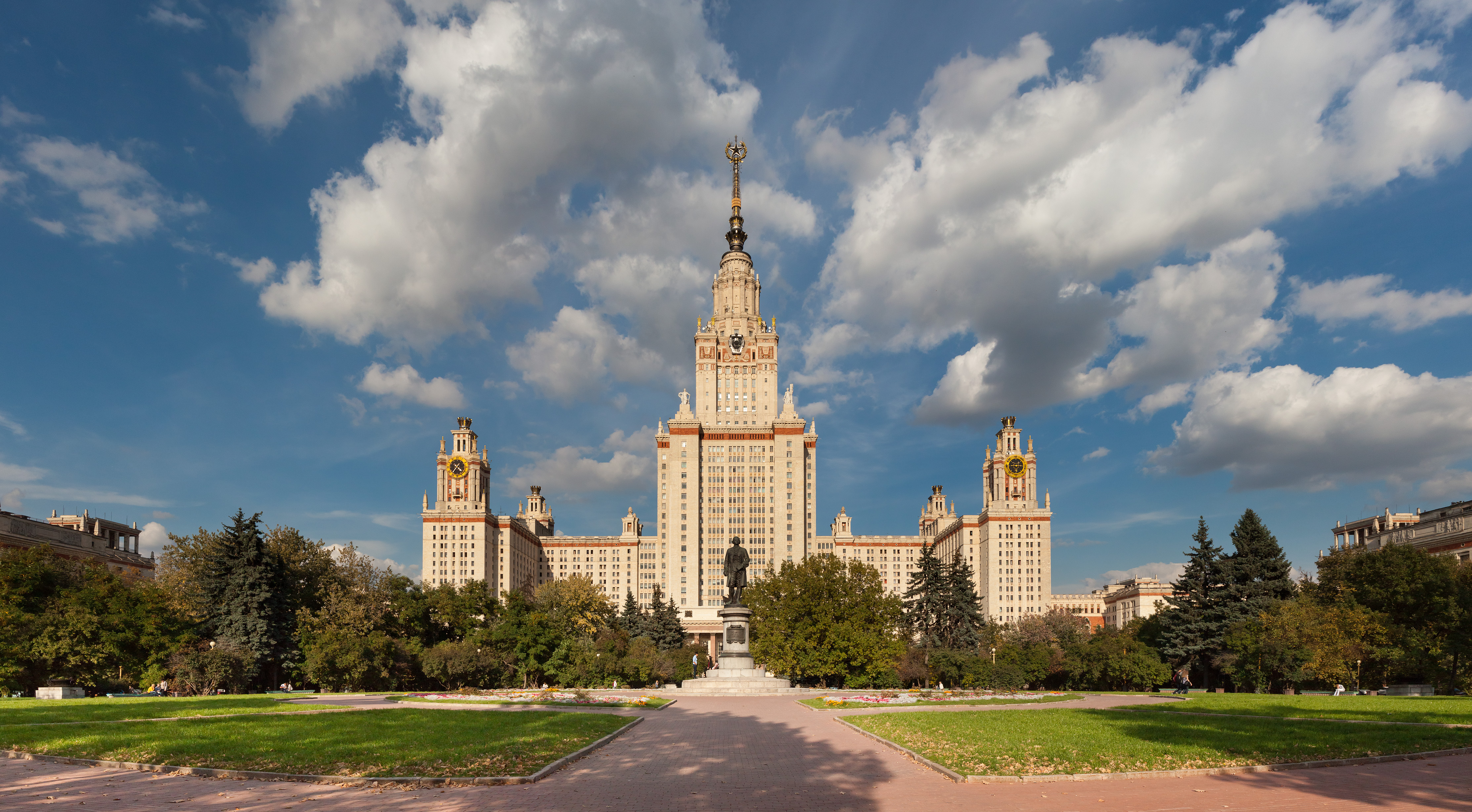
Hauptgebäude der Lomonossow-Universität auf den Sperlingsbergen.

Die Staatliche Universität Moskau „M. W. Lomonossow“ (russisch Московский государственный университет имени М. В. Ломоносова), kurz Lomonossow-Universität Moskau, ist die größte Universität Russlands. Sie wurde 1755 als Kaiserliche Universität Moskau (russisch Императорский Московский университет) gegründet. Seit 1940 trägt sie den Namen des russischen Gelehrten Michail Wassiljewitsch Lomonossow.

## Geschichte

### Von der Gründung 1755 bis 1804
Im Sommer 1754 informierte Iwan Iwanowitsch Schuwalow den Wissenschaftler Michail Lomonossow, dass er beim Senat einen Vorschlag für die Gründung einer staatlichen Universität und zweier Gymnasien in Moskau eingereicht habe. Lomonossow antwortete umgehend mit genauen Vorschlägen für die Struktur der Universität: 3 Fakultäten (Jura, Medizin und Philosophie) mit mindestens 12 Professoren; und unterstützte den Plan für ein Gymnasium, ohne das die Universität wie Ackerland ohne Saatgut ist. Der Senat genehmigte das Projekt am 19. Juli 1754 und Kaiserin Elisabeth unterzeichnete den Gründungserlass für die Kaiserliche Universität Moskau am 12. Januarjul. / 23. Januar 1755greg.. Schuwalow hatte den 12. Januar, den Tag der Heiligen Tatjana, gewählt, um seiner Mutter Tatjana ein Geschenk zu ihrem Namenstag zu machen. Seitdem gilt Tatjana in Russland als Patronin der Studenten. 1850 wurde dieser Tag zum Tag der Studenten erklärt und als Tatjanatag (russisch Татьянин день) prachtvoll gefeiert. Nach der Revolution von 1905 ging man zu stilleren Feiern über, und nach der Oktoberrevolution verschwand der Tatjanatag ganz aus dem öffentlichen Bewusstsein. Als 1995 die Universität Moskau die Kirche zu Ehren der Märtyrerin Tatjana wieder einweihte, wurde dieser Feiertag erneut lebendig. Da die Russisch-Orthodoxe Kirche noch den julianischen Kalender verwendet, entspricht der Festtag im 20. und 21. Jahrhundert dem gregorianischen 25. Januar. Ein Präsidial-Erlass erklärte 2005 den 25. Januar zum Tag der russischen Studentenschaft, der an allen Universitäten mit Konzerten, Ausstellungen und festlichen Ansprachen gefeiert wird.
Das kaiserliche Gründungsdekret wies der Universität das Haus der Moskauer Stadtverwaltung (russisch Здание Земского приказа), auch Apothekerhaus genannt, an der Nordseite des Roten Platzes zu. Die ersten Vorlesungen wurden am 26. Apriljul. / 7. Mai 1755greg. gehalten.

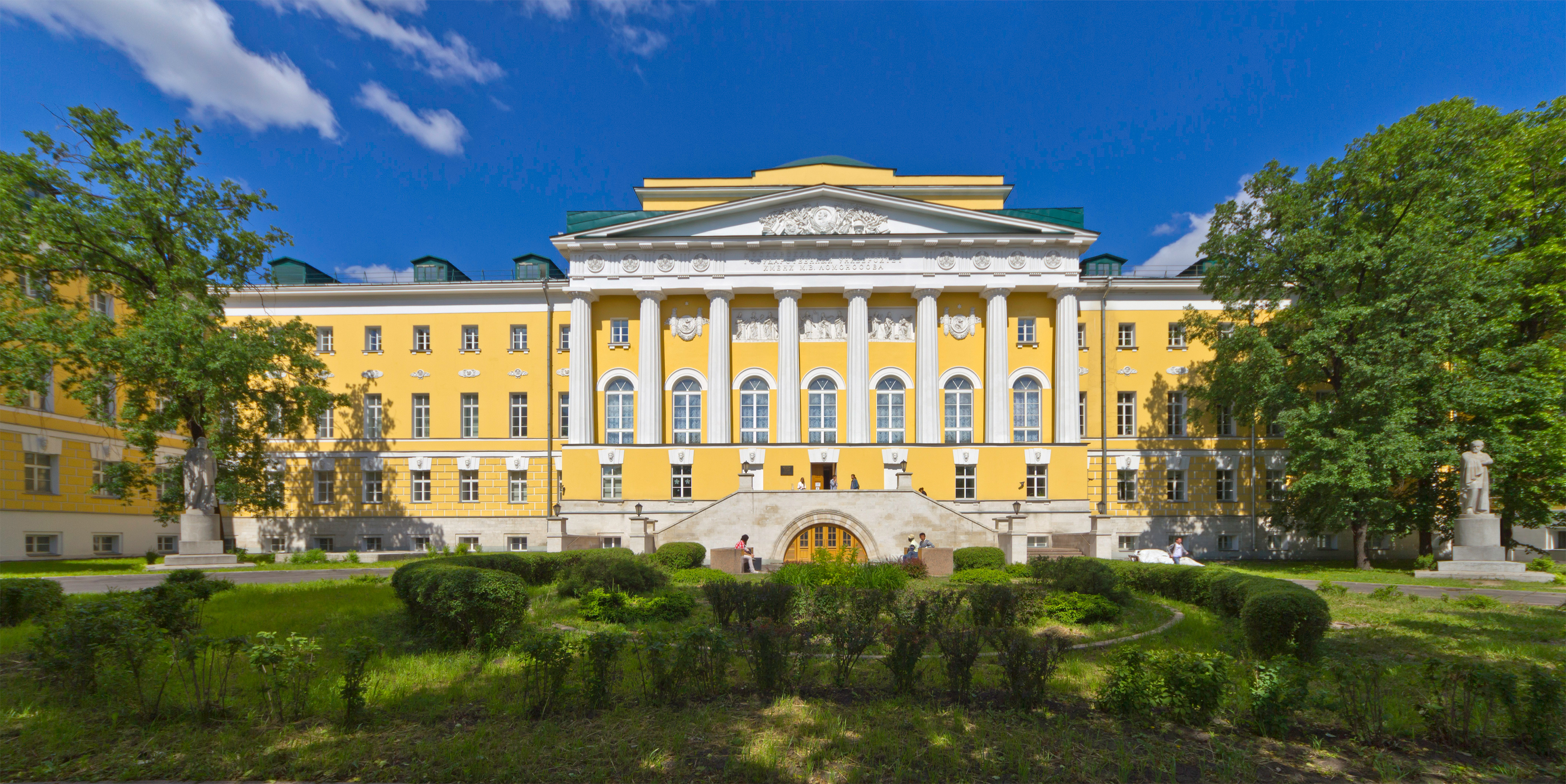
Gebäude der Universität Moskau auf der Mochowaja Uliza, heute Institut für Asien- und Afrikastudien

Katharina die Große verlegte die Universität in ein Gebäude auf der Mochowaja Uliza, das zwischen 1782 und 1793 im neo-palladianischen Stil erbaut und nach der Zerstörung beim Brand von Moskau (1812) wieder aufgebaut wurde.
Wie von Lomonossow vorgeschlagen wurde die Universität mit den drei Fakultäten Philosophie, Medizin, Jura und einem angeschlossenen Gymnasium gegründet. Theologie war in Russland dem Heiligen Synod überlassen, der eigenen Ausbildungsstätten unterhielt.
An der Universität studierten Adlige und Rasnotschinzen zusammen. Neben den selbstzahlenden Studierenden führte die Universität die Kategorie der staatlichen Studierenden für Menschen aus den ärmsten Bevölkerungsschichten ein und gab ihnen damit die Möglichkeit einer Hochschulausbildung mit voller staatlicher Unterstützung.
Der Universitätsverlag, der in den 1780er Jahren von Nikolai Nowikow geleitet wurde, veröffentlichte die beliebteste Zeitung im kaiserlichen Russland: „Moskauer Blätter“ (russisch Московские ведомости).

### Universitätsstatut von 1804
Die Universität, die bisher dem Senat unterstand, wurde dem Bildungsministerium unterstellt. Gemäß der Charta der Kaiserlichen Universität Moskau von 1804 wird die Universität vom Universitätsrat geleitet, dem ordentliche und verdienstvolle Professoren unter der Leitung des Rektors angehören.
Der Rektor wird jährlich von einer Professorenversammlung in geheimer Abstimmung gewählt und vom Kaiser bestätigt. Der Rat wählt jährlich die Dekane der Fakultäten, die vom Bildungsminister zu bestätigen sind. Der Rektor und die Dekane bildeten den Vorstand der Universität.
Die Universität gliedert sich in die vier Fakultäten Moral- und Politikwissenschaften, Physikalische und mathematische Wissenschaften, Sprachwissenschaften, medizinische Wissenschaften. Insgesamt wurden 28 Lehrstühle eingerichtet. 1812 hatte die Universität 215 Studenten.
Um den Einfluss der Universität auf die Gesellschaft zu erhöhen, wurden in den Jahren 1803–1805 öffentliche Studiengänge in Naturkunde, Physik, Europäischer Geschichte und Wirtschaftsrecht angeboten, die gut angenommen wurden.
Nach einem Aufruf Alexanders I. zu Spenden für die Bildung spendete Pawel Grigorjewitsch Demidow 1803 der Universität 100.000 Rubel, eine Bibliothek, ein Naturalien-Kabinett, ein Münzkabinett und eine Kunstsammlung; Fürstin Daschowa spendete ein Kabinett für Naturgeschichte.

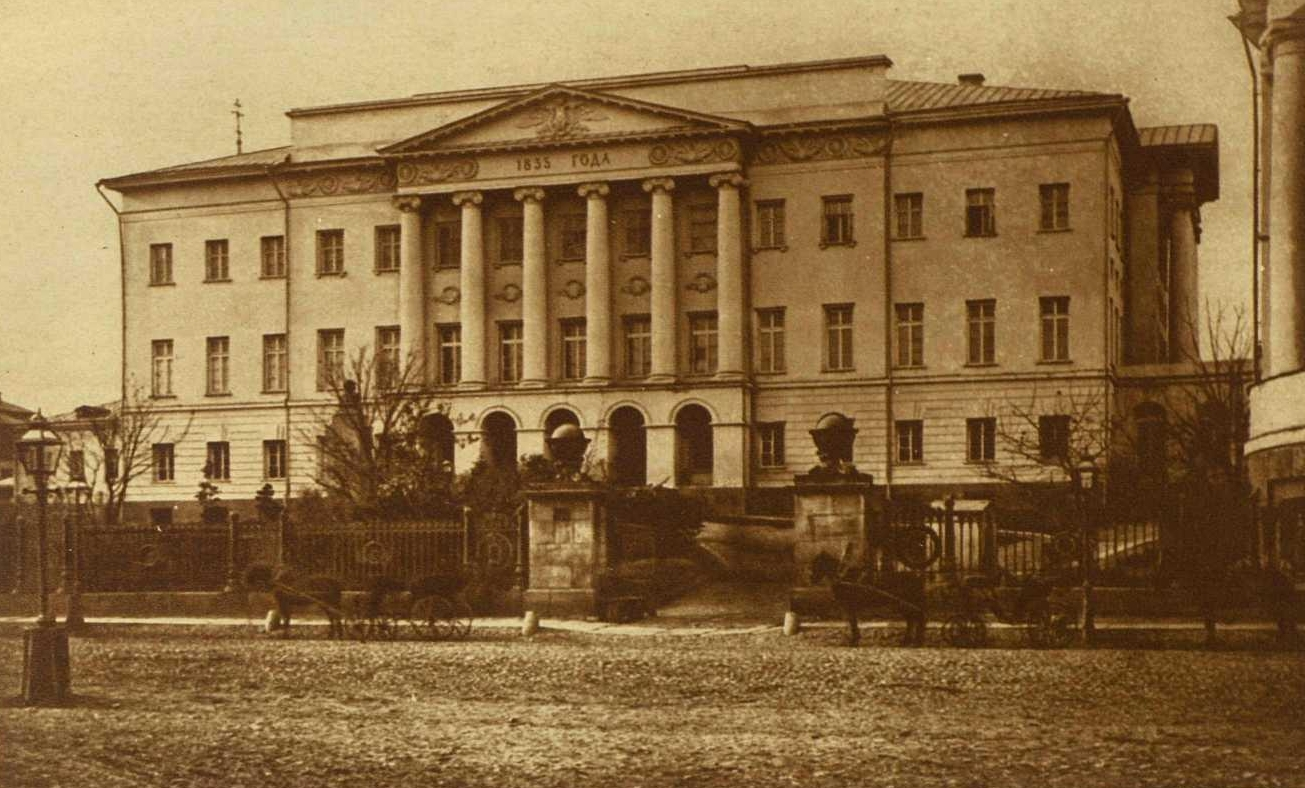
Hörsaal-Gebäude der Universität Moskau in der Mochowaja Uliza

Unter den Rektoren dieser Zeit hat sich Bernhard Andreas von Heim (russisch Иван Андреевич Гейм) besondere Verdienste durch die Bewahrung der Universität während Napoleons Russlandfeldzug 1812 erworben. Heim war Rektor von 1808 bis 1819. Im August 1812 wurde die Universität nach Nischni Nowgorod evakuiert. Auch die wertvollsten Exponate des Museums für Naturkunde, die Münzsammlung sowie Bücher und Instrumente wurden dorthin ausgelagert. Anfang September zerstörte der Brand von Moskau das Hauptgebäude der Universität. Rektor Heim kehrte im Dezember 1812 nach Moskau zurück und fand in der Nähe der abgebrannten Universität Gebäude für die vorübergehende Unterbringung. Im Mai 1813 kamen die letzten Professoren und die Konvois mit dem Eigentum der Universität aus Nischni Nowgorod zurück. Im August 1813 nahmen allen vier Fakultäten den Unterricht wieder auf. Die Wiederherstellung des Hauptgebäudes dauerte bis 1819, die Restaurierung der Bibliothek (etwa 30.000 Bände) und des Münzkabinetts (3.731 Münzen) zog sich noch bis 1826 hin.
1813 wurden 129 Studenten aufgenommen. Seit Anfang der 1820er Jahre stieg die Zahl der Studenten stetig:
| Jahr                 | 1822 | 1823 | 1824 | 1825 |
| -------------------- | ---- | ---- | ---- | ---- |
| Anzahl der Studenten | 695  | 768  | 800  | 876  |

1833 erhielt die Universität ein zweites Gebäude, das neben dem Hauptgebäude lag und bis 1835 zum Auditoriums-Gebäude umgebaut wurde.

### Universitätsstatut von 1835
Die repressive, von Revolutionsangst geprägte Herrschaft des Kaisers Nikolaus I. veränderte das liberale Klima der Universität nachdrücklich. Nach einem ersten Besuch des Kaisers an der Universität (1826) wurde der Rektor entlassen, weil er nach Ansicht des Kaisers die Beschlüsse der Regierung nicht mit genügend Nachdruck umsetzte. Die Unzufriedenheit des Kaisers mit der Erscheinung der Moskauer Studenten führte zur Einführung einer obligatorischen Studentenuniform, zugleich wurde die polizeiliche Überwachung von Studenten außerhalb der Universität eingeführt.
Der Philosophieunterricht an der Universität wurde verboten und erst 1845 wieder aufgenommen.
In einem Bericht an Nikolaus I. über die Erziehung an der Universität und den Gymnasien in Moskau formulierte 1833 der Minister für nationale Bildung, Sergei Semjonowitsch Uwarow, das Leitprinzip Orthodoxie, Autokratie und Nationalität (russisch Правосла́вие, самодержа́вие, наро́дность), das zur bestimmenden ideologischen Doktrin der Regierungszeit Nikolaus’ I. wurde. Dabei wurde Nationalität als die Notwendigkeit verstanden, den nationalen Traditionen zu folgen und westliche Ideen – Freiheit des Denkens, Freiheit der Persönlichkeit, Individualismus und Rationalismus – zu bekämpfen.
In einem Rundschreiben des Ministeriums schrieb Uwarow:

“Es ist unsere gemeinsame Verpflichtung, dafür zu sorgen, dass die Erziehung des Volkes gemäß der höchsten Absicht unseres Monarchen im gemeinsamen Geist der Orthodoxie, der Autokratie und der Nationalität durchgeführt wird. Ich bin überzeugt, dass jeder Professor und Lehrer, der von ein und demselben Gefühl der Hingabe an den Thron und das Vaterland durchdrungen ist, all seine Kräfte einsetzen wird, um ein würdiges Werkzeug für die Regierung zu werden und ihr volles Vertrauen zu gewinnen.”

Das neue Universitätsstatut von 1835 schränkte die Autonomie der Universitäten stark ein. Oberstes Verwaltungsorgan wurde der Kurator, dem der Vorstand (Rektor und Dekane) untergeordnet war. Die Befugnisse des Rektors und die Kompetenzen des Universitätsrats wurden erheblich beschnitten,
das Universitätsgericht abgeschafft.
Gleichzeitig erweiterte das Statut das Spektrum der Studienfächer, die Zahl der Lehrstühle erhöhte sich auf 35. Das gesamte Studium an den Fakultäten für Philosophie und Recht dauerte 4 Jahre, an der medizinischen Fakultät 5 Jahre.
1841 fusionierte die in Moskau bestehende medizinisch-chirurgische Akademie mit der medizinischen Fakultät der Universität.
Nikolaus I. verdächtigte die Universität und ihre Zöglinge der Unzuverlässigkeit und erließ 1848 ein Dekret, das die Zahl der Studenten auf 300 je Fakultät beschränkte, eine Ausnahme wurde nur für die medizinische Fakultät gemacht.

Die zunächst steigende Zahl der Studierenden sank während der Reaktionszeit:
| Jahr                 | 1836 | 1840 | 1848 | 1849 | 1850 | 1852 | 1854 |
| -------------------- | ---- | ---- | ---- | ---- | ---- | ---- | ---- |
| Anzahl der Studenten | 438  | 889  | 1165 | 902  | 821  | 861  | 1061 |

Von den 1165 Studenten im Jahr 1848 studierten 335 an der Philosophischen Fakultät (112 Geschichte und Philologie, 223 Physik und Mathematik), 402 an der Medizinischen Fakultät und 428 an der Juristischen Fakultät. Es gab 67 Professoren und Lehrer.
Im April 1855 erging der Erlass von Kaiser Alexander II. Über die Zulassung einer unbegrenzten Zahl von Studenten an den Universitäten. Anfang der 1860er Jahre gab es auch in Moskau Studentenunruhen, die aber anders als in St. Petersburg nicht zur Schließung der Universität führten.

### Universitätsstatuten von 1863 und 1884
Das Universitätsstatut von 1863 stellte die Autonomie der Universitäten wieder her, reduzierte die staatliche Aufsicht und schuf günstige Bedingungen für die Entwicklung von Wissenschaft und Bildung. Der Aufgabenbereich des Universitätsrates wurde erweitert, der Lehrkörper und die Zahl der Abteilungen wuchsen: Es gab 11 Lehrstühle an der Fakultät für Geschichte und Philologie, 10 an der jetzt selbständigen Fakultät für Physik und Mathematik, 11 an der Juristischen Fakultät und 23 an der Medizinischen Fakultät. Die Zahl der Studenten schwankte in den 1870er Jahren zwischen 1250 (1873) und 1650 (1880), wuchs aber in den 1880er Jahren deutlich von 2140 (1881) auf 3470 (1890).
Das Universitätsstatut von 1884 verstärkte wieder den Einfluss der außeruniversitären Behörden: Der Rektor wurde vom Bildungsminister ernannt, die Dekane vom Kurator des Bildungsbezirks.
An allen Fakultäten wurden Lehrpläne eingeführt, die zu belegende Fächer und die Reihenfolge des Studiums vorgaben, den zusätzlichen Besuch von Vorlesungen an anderen Fakultäten jedoch erlaubten. Die Absolventen der Universität durften ein besonderes gold- oder silbervergoldetes Abzeichen tragen.
In den Jahren 1884–1897 baute die medizinische Fakultät mit privaten Spenden und mit finanzieller Unterstützung der Regierung eine klinische Stadt am Jungfrauenfeld (russisch Клинический городок на Девичьем поле) zwischen dem Gartenring und dem Nowodewitschi-Kloster. Ende des 19. Jahrhunderts hatte die Medizinische Fakultät der Universität Moskau 13 Kliniken und 12 Forschungsinstitute.
Zu Beginn des Jahres 1896 hatte die Universität 4.147 Studenten: 1.587 an der juristischen Fakultät, 1.380 an der medizinischen Fakultät, 929 an der mathematisch-physikalischen und 251 an der historisch-philologischen; außerdem 111 Drittstudenten und 153 Apothekerassistenten. Der Lehrkörper der Universität umfasste 56 ordentliche und 37 außerordentliche Professoren sowie 134 Privatdozenten.

### Proteste, Unruhen, Revolutionen 1905 bis 1917
Die Unruhen der Russischen Revolution 1905 erfassten auch die Universität Moskau und führten zur Aktivierung der Studentenbewegung und zur Politisierung des universitären Lebens. Studentenproteste erzwangen wiederholt die Einstellung des Lehrbetriebs, der liberal gesinnte Teil des Lehrkörpers forderte grundlegende Reformen. Maßnahmen des Bildungsministeriums zur Eindämmung der Studentenbewegung, schränkten die Autonomie der Universität ein.
Die Wurzeln der studentischen Unruhen an der Universität reichen bis ins 19. Jahrhundert zurück:

1899 erlaubte ein staatlicher Erlass, Unruhestifter unter den Studierenden sofort zum Militärdienst einzuziehen. Im Juni 1900 fand in Odessa der erste allgemeine Studentenkongress statt, fortan hielten Studentenorganisationen an den Bildungseinrichtungen in Russland ständig Kontakt zueinander.

Am 29. Januar 1901 protestierte eine Studentenversammlung an der Universität Moskau mit über 300 Teilnehmern gegen die Entscheidung, 183 Studenten der Kiewer Universität zu den Soldaten zu schicken. Der Lehrbetrieb wurde unterbrochen. Am 14. Februar wurde der Minister für Volksbildung Nikolai Pawlowitsch Bogolepow in St. Petersburg von dem ehemaligen Studenten der Universität Moskau Pjotr Wladimirowitsch Karpowitsch erschossen. Am 23. Februar forderte eine Massendemonstration von Studenten in der Nähe der Manege die Rückkehr zum Geist des Universitätsstatuts von 1863. Universitätsprofessoren appellierten an die Studierende, die Proteste zu stoppen, um eine Schließung der Universität zu verhindern. Am 30. Oktober 1901 bildete sich an der Universität Moskau ein Studentenparlament.

Am 9. Februar 1902 fand an der Universität Moskau das Stadttreffen der Studenten statt und formulierte eine Resolution, die zum ersten Mal Solidarität mit dem Kampf der Arbeiter zum Ausdruck brachte und eine demokratische Reorganisation des Landes forderte. Wegen ihrer Teilnahme wurden etwa 500 Universitätsstudenten festgenommen. Im August 1902 richtete die Regierung ein Disziplinargericht für Strafen gegen die Studentenbewegung ein.
1904 veröffentlichte die Zeitung Russischer Anzeiger (russisch Русские ведомости) am 25. Februar einen Artikel von Sergei Nikolajewitsch Trubezkoi, Professor am Fachbereich Geschichte und Philologie der Universität Moskau, mit dem Titel Universität – Sein oder Nichtsein? Darin schreibt er: Die erste universitätsinterne Maßnahme ist die Wiederherstellung der verletzten Autorität der Universität – die Wiedereinsetzung des Rates, die Wiederherstellung der Universitätsautonomie. Die Autonomie der Universität … ist es, was wir brauchen, was in der Struktur der Universität selbst sein muss, wenn wir wollen, dass ihre Studenten ihre wirkliche Bedeutung verstehen, und wenn wir wollen, dass das Kollegium im Bewusstsein seines Dienstes am unabhängigen und eigenständigen Zweck der Universität für die Zukunft die Macht und das Recht hat, diesen Zweck frei zu verfolgen und seine Anerkennung von der Gesellschaft und der Jugend der Universität mit Autorität zu fordern.
Im Mai verbot die Regierung Vorbereitung und Durchführung der Feierlichkeiten zum 150-jährigen Bestehen der Universität Moskau. Ein Teil der Lehrkräfte protestierte dagegen.
 Am 15. Oktober kam es zu einer Protestdemonstration von Studenten der Universität gegen die Verprügelung von Studenten und Lehrern, die zum Jaroslawski-Bahnhof gekommen waren, um ihre Kameraden zur Armee zu verabschieden. Am 9. Dezember fand im Hörsaal des Physikalischen Instituts ein Studententreffen in Anwesenheit von Dozenten und Professoren statt, es wurde beschlossen, bei der Regierung gegen die Prügelstrafe für die Demonstranten zu protestieren und den Unterricht bis nach den Weihnachtsferien auszusetzen.
Am 9. Januar 1905, dem Petersburger Blutsonntag, wurden mehr als 100 Arbeiter bei einer Demonstration vor dem Winterpalast vom Militär erschossen.
Am 19. Januar beschloss der Universitätsrat in Moskau die vorübergehende Schließung der Universität.
Zum 150. Jahrestag der Universität Moskau erschien am 25. Januar in der Zeitung „Unser Leben“ (russisch Наша жизнь) ein Artikel Anmerkungen zu den Erfordernissen des Bildungswesens (russisch Записки о нуждах просвещения), in dem eine Hochschulreform auf den Grundsätzen der akademischen Autonomie, Wahl aller Universitätsämter, Einführung politischer Freiheiten und Einberufung einer Volksvertretung gefordert wurden. 342 Akademiemitglieder, Professoren und Assistenzprofessoren verschiedener Hochschulen hatten die „Anmerkungen“ unterzeichnet, die als „Note der 342“ in die Geschichte einging. Zu den Unterzeichnern gehörten der Geologe Wladimir Iwanowitsch Wernadski und der Biologe Kliment Arkadjewitsch Timirjasew von der Universität Moskau, Nobelpreisträger (1904) Iwan Petrowitsch Pawlow vom Kaiserlichen Institut für Experimentelle Medizin in St. Petersburg, der Orientalist Sergei Fjodorowitsch Oldenburg und der Literaturwissenschaftler Alexander Nikolajewitsch Wesselowski von der Universität in St. Petersburg, der Physiker Nikolai Nikolajewitsch Beketow und der Sprachwissenschaftler Alexei Alexandrowitsch Schachmatow von der St. Petersburger Akademie. Wegen der revolutionären Situation wagten die staatlichen Behörden keine Repressionsmaßnahmen gegen die Unterzeichner.
Nach dem Vorbild von St. Petersburg gründeten liberale Professoren am 1. Februar auch an der Universität Moskau die Akademische Union. Eine Vollversammlung der Studenten forderte die sofortige Einberufung einer verfassungsgebenden Versammlung, Rede-, Presse-, Versammlungs-, Gewerkschafts- und Streikfreiheit. Weil „ein normaler Ablauf des öffentlichen und akademischen Lebens derzeit nicht denkbar ist“, beschloss die Versammlung, den Unterricht bis zum 1. September zu bestreiken. Der Universitätsrat beauftragte eine Kommission aus 16 Professoren, Maßnahmen zur Wiederherstellung des normalen Lebens an der Universität zu erarbeiten.
Nach langem Zögern sah sich Nikolaus II. gezwungen, am 6. Juni 1905 eine Delegation von Semstwo-Vertretern zu empfangen. Sergei Nikolajewitsch Trubezkoi, Professor für Philosophie an der Universität Moskau, wandte sich mit einer Ansprache an den Kaiser und verwies auf die wirtschaftlichen und sozialen Probleme im Land als Auslöser der Unruhen. Der einzige Ausweg aus dieser Situation sei die Einberufung einer Versammlung gewählter Volksvertreter. Die Wahlen dazu dürften nicht klassenbasiert sein und müssten alle Bevölkerungsgruppen einschließen. Die freie Diskussion all dieser Themen in der Presse und in öffentlichen Versammlungen müsse zugelassen werden.
Auf Wunsch des Kaisers verfasste Trubezkoi ein „Memorandum über die gegenwärtige Situation der höheren Bildungseinrichtungen und über Maßnahmen zur Wiederherstellung der akademischen Ordnung“.
Am 27. August wurden die Vorläufigen Regeln für die Verwaltung der Hochschulen verkündet, ein kaiserlicher Erlass, der den Hochschulen die 1884 entzogene akademische Autonomie zurückgab und die Verwaltungsstruktur liberalisierte. Studentenangelegenheiten lagen wieder in der Verantwortung der Universität, für Strafen gegen Studenten war das Universitätsgericht zuständig. Obwohl die Polizei nicht mehr eigenständig auf dem Universitätsgelände eingreifen durfte, wurde sie in den Folgemonaten wiederholt vom Universitätsrat zu Hilfe gerufen.
Unter der zurückgewonnenen Autonomie wählte der Universitätsrat am 2. September 1905 Trubezkoi zum Rektor. Nach seiner Wahl sprach er zu seinen Kollegen: Die Universität hat einen großen moralischen Sieg errungen. Wir haben sofort bekommen, was wir wollten, wir haben die Kräfte der Reaktion besiegt. Sollten wir die Gesellschaft, unsere Jugend fürchten? Schließlich werden sie den Triumph des Aufbruchs an der Universität nicht übersehen. Es stimmt, alles tobt um uns herum, die Wellen sind überwältigend; wir warten darauf, dass sie sich beruhigen... Wir sollten Vertrauen in unsere Sache und in unsere jungen Menschen haben. In den folgenden Wochen gewannen radikale Kräfte von außerhalb der Universität zunehmend Einfluss auf studentische Versammlungen, so dass die Universität erneut geschlossen wurde. Nach nur 27 Tagen im Amt starb Trubezkoi an den Folgen eines Hirnschlags. Seine Beerdigung am 3. Oktober mit über 50.000 Teilnehmern erhielt den Charakter einer politischen Demonstration. Am 29. Oktober wurde „wegen der Gefahr, die Universität in eine revolutionäre Plattform zu verwandeln“ der Lehrbetrieb bis zum Beginn des nächsten Jahres eingestellt.
1907 wurden sozialdemokratische und andere Studentenorganisationen verboten. Der Lehrbetrieb wurde erneut unterbrochen.
Die Krise von 1911

1911 kam es zum Konflikt zwischen dem Bildungsministerium unter der Leitung von Lew Kasso und der Universität Moskau. Unmittelbarer Anlass war ein Beschluss der Studentenversammlung im November 1910, wegen des Todes von Lew Tolstoi, den Lehrbetrieb für 3 Tage auszusetzen und eine zehnköpfige Delegation zu Tolstois Beerdigung nach Jasnaja Poljana zu schicken. Trotz eines vom Rektor erlassenen Verbots fanden weiterhin Studententreffen statt. Im Januar veröffentlichte das Ministerium ein Rundschreiben Über das zeitweilige Verbot von Studentenversammlungen, das die Rektoren verpflichtete, Unbefugten das Betreten der Universitäten zu verwehren und mutmaßliche Versammlungen bei der Polizei anzuzeigen; im Falle von Unruhen sollten die Bürgermeister die Universitäten mit Hilfe der Polizei schließen. Das bedeutete einen Eingriff in die Kompetenzen des Universitätsrates, der nach den Vorläufigen Regeln von 1905 allein das Recht zur Schließung der Universität hatte. Aus Protest erklärten der Rektor und seine Stellvertreter ihren Rücktritt. Bis zum Ende des Semesters folgten etwa 130 Professoren und Dozenten diesem Beispiel, etwa ein Drittel des Lehrkörpers.
Auf Initiative von Pjotr Nikolajewitsch Lebedew wurde 1911 an der Universität Moskau die Physikalische Gesellschaft gegründet.
Das Ende der Kaiserlichen Universität 1917

Die russische Revolution von 1917 hatte direkte Auswirkungen auf das Leben der Universität Moskau. Ab Anfang 1917 beteiligten sich Universitätsstudenten an den Aktivitäten legaler und illegaler Parteien, gingen zu Straßendemonstrationen, nutzten die Universität für politische Demonstrationen. Im Februar 1917 gab es in den Klassenzimmern ständige Kundgebungen. Es entstanden viele verschiedene Organisationen: die «Gesundheitsorganisation» der Medizinstudenten, die sich der Verwundetenhilfe annahm, die «Studentenmiliz», die Waffen verteilte und sich für unabhängig von der Universitätsverwaltung erklärte. Allerdings wurden auch die Stimmen anderer Studierender laut, insbesondere an der Fakultät für Physik und Mathematik, die die Wiederaufnahme des Unterrichts forderten.
Im März 1917 telegrafierte der Rektor der Universität Moskau an den Bildungsminister: „Die Universität stößt bei der Wiederaufnahme des Unterrichts auf Hindernisse, da ihre Zuhörerschaft mit der Organisation der Studentenmiliz beschäftigt ist, die sich als autonom ansieht, willkürlich Räumlichkeiten besetzt und Universitätseigentum requiriert.“
Nach der Abdankung Kaiser Nikolaus II. wurde von der Inschrift „Kaiserliche Universität Moskau“ am Giebel des Hauptgebäudes das erste Wort entfernt, die Universität hieß nun Staatliche Universität Moskau. Unter der Provisorischen Regierung konnten manche der 1911 entlassenen Professoren an die Universität zurückkehren.

### Sowjetzeit
Die revolutionären Veränderungen der Jahre 1917–1921 im Bereich des russischen öffentlichen Bildungswesens, die in den ersten Jahren der Sowjetmacht begannen, führten zu einer vollständigen Veränderung der Struktur der Universität, ihres Lehr- und Studentenpersonals. Die angenommene Politik der „Demokratisierung“ und „Proletarisierung“ der Hochschulbildung führte zu einem starken Anstieg der Studentenzahlen und dementsprechend zu einem Rückgang des Lehrniveaus.

### Neuere Zeit
Im Mai 1940 zu ihrem 185-jährigen Bestehen und Lomonossows 175. Geburtstag bekam die Universität den heutigen Namen (russisch Московский государственный университет имени М. В. Ломоносова (МГУ), transkribiert Moskowski gossudarstwenny uniwersitet imeni M. W. Lomonossowa (MGU)).
Viele sowjetische bzw. russische Persönlichkeiten aus Politik, Kunst und Wissenschaft sind Absolventen dieser Universität, u. a. auch Michail Gorbatschow. Anfang 2021 waren ca. 38.000 Studenten aller Fachrichtungen an der Universität eingeschrieben. Der Asteroid (6355) Univermoscow ist nach ihr benannt.

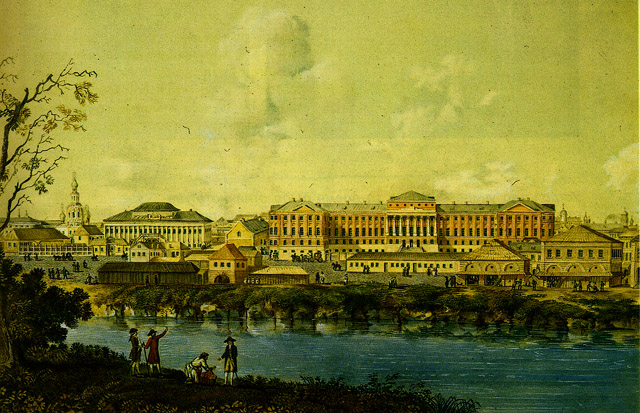
Die Universität im Jahr 1798

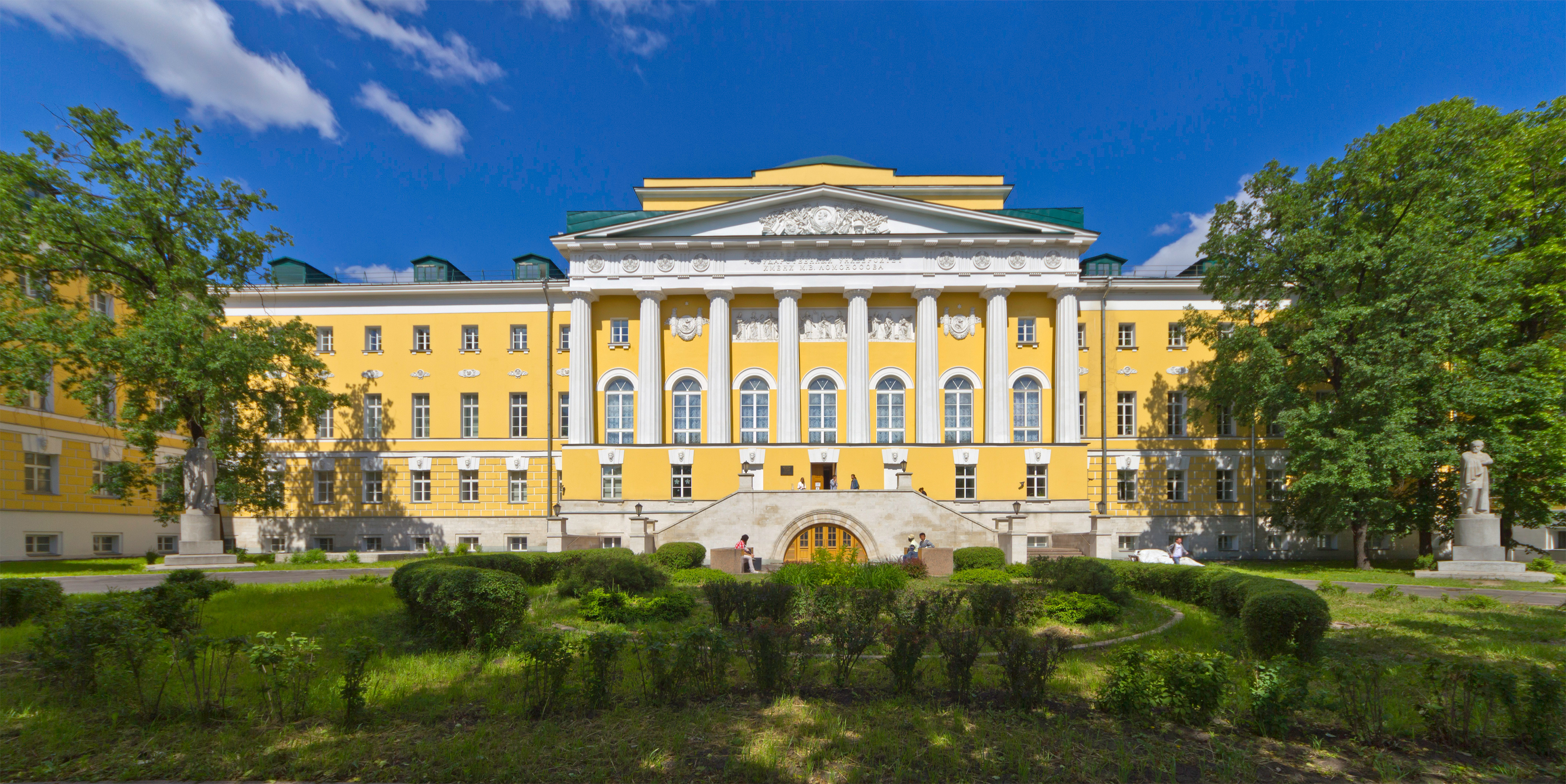
Altes Gebäude 1793/1819 (Mochowaja uliza 11): Institut für asiatische und afrikanische Studien

Erweiterungsbau 1837 (Mochowaja uliza 9) mit Lomonossow-Statue: Journalistische Fakultät

Bis 2019 hatte der russische Präsident das Recht, die Amtszeit des Rektors zwei Mal über das Pensionierungsalter hinaus zu verlängern; damit der mittlerweile 80-jährige Rektor Wiktor Sadownitschi nach 27 Jahren weiterhin im Amt verbleiben konnte, änderte die Duma den Wortlaut und strich die Einschränkung „zwei Mal“.

#### Innopraktika
Die Tochter des russischen Präsidenten Wladimir Putin und ehemalige Akrobatin Katerina Tichonowa übernahm im Alter von nur 28 Jahren das 1,5 milliardenschwere Projekt zur Entwicklung des Wissenschafts- und Technologieparks. Sie ist Direktorin zweier Stiftungen, die dieses Projekt betreiben. Im Verwaltungsrat des Projekts sitzen unter anderem einige ehemalige KGB-Mitarbeiter, so Nikolai Tokarew, Präsident des staatlichen Pipeline-Betreibers Transneft, Sergei Tschemesow, Chef der Rüstungsholding Rostec sowie Igor Setschin, Chef des staatlichen Ölkonzerns Rosneft.

### Zeitleiste
- Januar 1755: Gründung der Universität.
- 1787: Umzug der Universität vom „Apothekerhaus“ auf dem Roten Platz in das neue Hauptgebäude in der Mochowaja-Straße.
- 1804: Einführung des Universitätsstatuts von 1804.
- 1812: Französischer Einmarsch in Russland. Evakuierung der Universität nach Nischni Nowgorod mit den wertvollsten Exponate des Museums für Naturkunde, der Münzsammlung sowie Büchern und Instrumenten. Verlust des Hauptgebäudes beim Brand von Moskau.
- 1813: Wiederaufnahme des Universitätsbetriebs in Interimsgebäuden in Moskau.
- 1813–1819: Restaurierung des Hauptgebäudes der Universität.
- 1826 Abschluss der Restaurierung von Bibliothek und Münzkabinett.
- 1835: Einführung des Universitätsstatuts von 1835 (Universität verliert ihre Autonomie, Befugnisse des Rektors und des Universitätsrats werden erheblich beschnitten, das Universitätsgericht wird abgeschafft). Übernahme des Auditoriums-Gebäudes in der Mochowaja-Straße als zweites Universitätsgebäude.
- 1863: Einführung des Universitätsstatuts von 1863, liberalstes Universitätsstatut des Russischen Reiches, gibt der Universität die Autonomie zurück. Lehrkörper und Zahl der Abteilungen wachsen.
- 1884: Einführung des Universitätsstatuts von 1884 erhöht wieder den Einfluss außeruniversitärer Behörden.
- 1884–1897: Bau der Klinikstadt am Jungfrauenfeld, die 13 Kliniken und 12 Forschungsinstitute umfasst.
- 1905: Nach anhaltenden Protesten von Studenten und Professoren werden die Vorläufigen Regeln für die Verwaltung der Hochschulen eingeführt, die Universität erhält die 1884 entzogene Autonomie zurück, die Verwaltungsstruktur wird liberalisiert.
- 1911: Konflikt zwischen dem Ministerium für öffentliche Bildung und der Universität Moskau, der zum kollektiven Rücktritt von mehr als einem Drittel des Lehrkörpers führt.
- März 1917: Nach dem Rücktritt des Kaisers Umbenennung in Staatliche Universität Moskau.
- 1930: Abtrennung der Medizinischen Fakultät als Erste Medizinische Universität Moskau.
- Mai 1940 zu Lomonossows 175. Geburtstag wird die Universität mit seinem Namen geehrt.

## Organisation
Die Universität ist derzeit (Juni 2022) in 42 Fakultäten gegliedert:
- Fakultät für Mechanik und Mathematik
- Fakultät für Computermathematik und Kybernetik
- Fakultät für Physik
- Fakultät für Chemie
- Fakultät für Materialwissenschaften
- Fakultät für Biologie
- Fakultät für Bioingenieurwesen und Bioinformatik
- Fakultät für Bodenkunde
- Fakultät für Geologie
- Fakultät für Geographie
- Fakultät für Grundlagen der Medizin
- Fakultät für Grundlagen der Physikalisch-Chemischen Technologie
- Fakultät für Biotechnologie
- Fakultät für Weltraumforschung
- Fakultät für Geschichte
- Fakultät für Philologie
- Fakultät für Philosophie
- Fakultät für Ökonomie
- Fakultät für Rechtswissenschaft
- Fakultät für Journalistik
- Fakultät für Psychologie
- Institut für Asien- und Afrikastudien
- Fakultät für Soziologie
- Fakultät für Fremdsprachen und Regionalstudien
- Fakultät für Öffentliche Verwaltung
- Fakultät für Weltpolitik
- Fakultät für Künste
- Fakultät für Globale Prozesse
- Fakultät für Lehrerbildung
- Fakultät für Politikwissenschaft
- Graduiertenschule für Business Administration (Fakultät)
- Moskauer Wirtschaftshochschule (Fakultät)
- Graduiertenschule für Übersetzung (Fakultät)
- Graduiertenschule für öffentliche Verwaltung (Fakultät)
- Graduiertenschule für Public Audit[15] (Fakultät)
- Graduiertenschule für Management and Innovation (Fakultät)
- Graduiertenschule für innovatives Business (Fakultät)
- Graduiertenschule für moderne Sozialwissenschaften[16] (Fakultät)
- Hochschule für Fernsehen (Fakultät)
- Hochschule für Kulturpolitik und Management im Bereich der Geisteswissenschaften (Fakultät)
- Spezialisiertes Bildungs- und Wissenschaftszentrum „A.N. Kolmogorow“[17] (Fakultät) – Internat
- Universitätsgymnasium (Internat)[18]

Daneben unterhält die Universität eine größere Anzahl von Instituten und Forschungszentren.
Das Hauptgebäude der Lomonossow-Universität beherbergt als Infrastruktur auch Mensen, Studentenwohnheime, Medizinische Einrichtungen, Konzertsaal, Schwimmbad, Theater u. a. m.

## Architektur
Die Universität befindet sich auf den Sperlingsbergen (ehemals Leninbergen) unweit des Stadtzentrums im Stadtbezirk West, inmitten einer ausgedehnten Parkanlage. In ihrer Nähe befinden sich die Metro-Stationen Uniwersitet und Worobjowy Gory.
Anlässlich der 800-Jahr-Feier Moskaus wurden im Jahre 1947 die Grundsteine für den Bau des modernen Gebäudekomplexes der Lomonossow-Universität gelegt. Zentraler Bestandteil ist ein Hochhaus, das als eine der sogenannten „Sieben Schwestern“ von Moskau eine symbolische Stellung einnimmt. Der unter der Leitung des Architekten Lew Rudnew (zusammen mit Sergei Tschernyschow, Pawel Abrossimow, Alexander Chrjakow und Wsewolod Nassonow) im Stile des Sozialistischen Klassizismus errichtete Komplex unterliegt einer strengen Symmetrie zum Turm. Die Turmspitze wurde von Stalin selbst gefordert. Der Turm ist mit neoklassizistischem Dekor und einer Reihe von sozialistischen Heldenskulpturen geschmückt. Die riesigen Ausmaße dieses 240 m hohen Universitätsbaus gehen weit über die tatsächlichen Erfordernisse hinaus. Bei seiner Fertigstellung 1953 war das Hochhaus das höchste Gebäude außerhalb Nordamerikas und wurde erst 1985 vom 249 m hohen 63 Building in Seoul (Südkorea) übertroffen. Es ist immer noch das höchste nur der Bildung gewidmete Gebäude der Welt (zweiter Platz: der 204 m hohe Mode Gakuen Cocoon Tower mit drei großen Berufsschulen in Tokyo von 2008). Die Architekturkritik spricht von einem monumentalen Bauwerk mit dekorativ überladenem Neoklassizismus.

## Persönlichkeiten
Anton Tschechow und Iwan Turgenew haben an der Universität Moskau studiert.
Es gibt 11 Nobelpreisträger, deren Wirken mit der Universität Moskau verbunden ist:
| Jahr | Name                               | Nobelpreis               |
| ---- | ---------------------------------- | ------------------------ |
| 1956 | Nikolai Nikolajewitsch Semjonow    | Nobelpreis für Chemie    |
| 1958 | Igor Jewgenjewitsch Tamm           | Nobelpreis für Physik    |
| 1958 | Ilja Michailowitsch Frank          | Nobelpreis für Physik    |
| 1958 | Boris Pasternak                    | Nobelpreis für Literatur |
| 1962 | Lew Dawidowitsch Landau            | Nobelpreis für Physik    |
| 1964 | Alexander Michailowitsch Prochorow | Nobelpreis für Physik    |
| 1975 | Andrei Dmitrijewitsch Sacharow     | Friedensnobelpreis       |
| 1978 | Pjotr Leonidowitsch Kapiza         | Nobelpreis für Physik    |
| 1990 | Michail Sergejewitsch Gorbatschow  | Friedensnobelpreis       |
| 2003 | Witali Lasarewitsch Ginsburg       | Nobelpreis für Physik    |
| 2003 | Alexei Alexejewitsch Abrikossow    | Nobelpreis für Physik    |

Die Fields-Medaille erhielten sechs Absolventen der Staatlichen Universität Moskau:
| Jahr                                          | Name                                | Grund für die Verleihung (Arbeitsgebiet)                                                           |
| --------------------------------------------- | ----------------------------------- | -------------------------------------------------------------------------------------------------- |
| 1970                                          | Sergei Petrowitsch Nowikow          | Algebraische Topologie                                                                             |
| 1978 (wegen Reiseverbot Verleihung erst 1979) | Grigori Alexandrowitsch Margulis    | Struktur von Lie-Gruppen                                                                           |
| 1990                                          | Wolodymyr Herschonowytsch Drinfeld  | Beiträge zum Langlands-Programm, Entdeckung der Quantengruppen                                     |
| 1998                                          | Maxim Lwowitsch Konzewitsch         | Algebraische Kurven                                                                                |
| 2002                                          | Wladimir Alexandrowitsch Wojewodski | Algebraische K-Theorie, insbesondere Beweis der Milnor-Vermutung                                   |
| 2006                                          | Andrei Jurjewitsch Okunkow          | Beiträge, die Wahrscheinlichkeitstheorie, Darstellungstheorie und Algebraische Geometrie verbinden |

## Sport
Zwischen 1951 und 2002 existierte an der Universität ein Eishockeyteam, das in den 1990er Jahren als „MGU Moskau“ in der zweiten Liga, die aber die vierte Spielklasse bedeutet, spielte. 1999 stieg das Team in die dritte Spielklasse, die Perwaja Liga (wörtlich: Erste Liga), auf und gewann schon 2001 die Meisterschaft in dieser Liga.
Zwischen 2001 und 2002 spielte es in der East European Hockey League. Aufgrund finanzieller Probleme wurde die Mannschaft im Oktober 2002 jedoch zunächst vom Spielbetrieb zurückgezogen und später aufgelöst.